# Fédération irlandaise de cyclisme
La fédération irlandaise de cyclisme (en anglais Cycling Ireland ou CI) est l'instance qui gouverne le cyclisme en Irlande et en Irlande du Nord.
Après la fondation de l'État libre d'Irlande en 1922, l'administration du cyclisme était tenue par l'Association nationale d'Athlétisme et de cyclisme (National Athletics and Cycling Association ou NACA). Cette organisation couvrait les 32 comtés de l’île et était donc transnationale. Elle avait de forts liens avec l'Association athlétique gaélique et partageait les mêmes idées républicaines. 
En 1937, l’administration du cyclisme fut confiée à l'Association nationale du cyclisme (National Cycling Association ou NCA) qui couvrait elle aussi les 32 comtés d’Irlande.
L’UCI qui gouverne le cyclisme mondial décida en 1947 que cette association ne représentait plus que les 26 comtés regroupés dans l'État d'Irlande. La NCA refusa cette décision et fut donc exclue de l’UCI.
À partir de 1949, plusieurs clubs cyclistes se démarquèrent de la NCA et formèrent une fédération distincte qui ne regroupait plus que les 26 comtés de l'État d'Irlande. La nouvelle fédération prit le nom de Cumann Rothaiochta na hEireann (CRE).
Pendant les 29 années qui suivirent, le cyclisme irlandais fut amèrement divisé. En 1987 les différents intervenants du cyclisme irlandais se réunifièrent sous la houlette de l'Irish Cycling Tripartite Committee et forma alors la Fédération des cyclistes irlandais (Federation of Irish Cyclists ou FIC) et qui s’appelle maintenant Cycling Ireland.
Cycling Ireland est membre de l'Union cycliste internationale et de l’Union européenne de cyclisme.
Il y a quatre associations provinciales : Cycling Connacht, Cycling Leinster, Cycling Munster and Cycling Ulster.